# Adolf Schindling

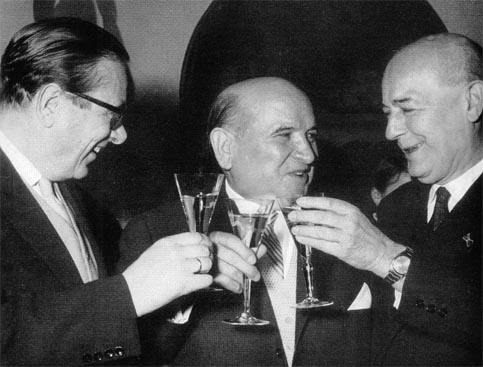
Adolf Schindling (Mitte) bei seinem 70. Geburtstag am 10. November 1957 (links Frankfurts Oberbürgermeister Werner Bockelmann)

Josef Adolf Andreas Schindling (* 10. November 1887 in Höchst am Main; † 22. August 1963 in Frankfurt am Main) war ein deutscher Unternehmer.

## Leben
Adolf Schindling war das jüngste von fünf Kindern einer alteingesessenen Fischerfamilie. Sein Vater Anton Peter Schindling (1848–1925) war Fischer und Fährmann in Höchst. Seine Mutter Catharina Schindling, geborene Sauer (1844–1920), war aus Fischbach im Taunus. Adolf Schindling genoss eine kaufmännische Ausbildung in der Höchster Maschinenfabrik und Eisengießerei Breuer-Werke GmbH. Danach arbeitete er in einer Gießerei in Kaiserslautern. Seinen Militärdienst bei der Marine-Artillerie verrichtete er bis 1910 unter anderem in der deutschen Kolonie Tsingtau. Am Ersten Weltkrieg nahm er als Marineoffizier teil. Sein letzter Dienstgrad war Oberleutnant. 1921 heiratete Schindling Elisabeth Charlotte Paulus (1889–1959). Aus der Ehe ging eine Tochter Liselott (1927–1999) hervor.

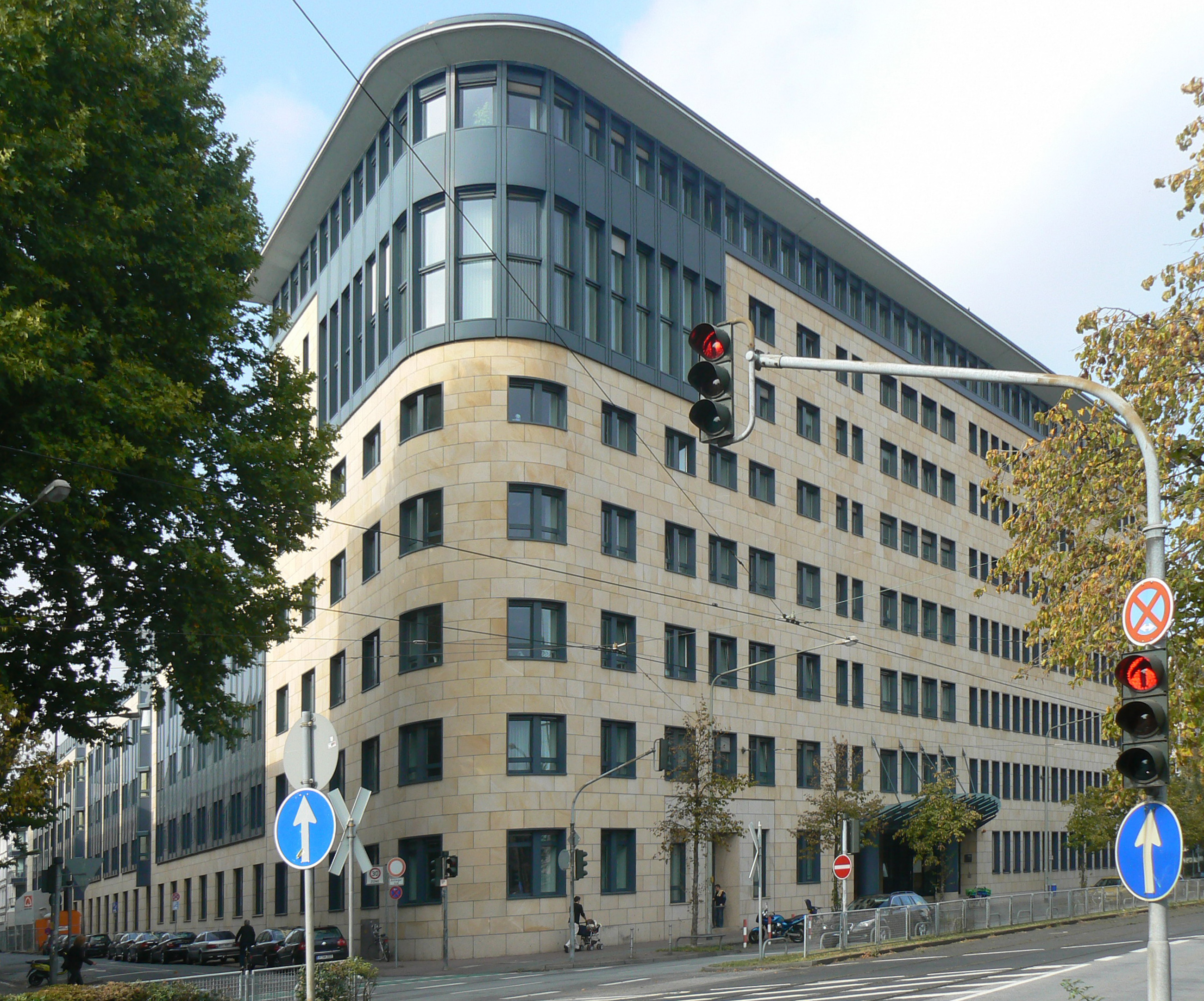
Ehemalige VDO-Zentrale in Ffm-Bockenheim

Zusammen mit dem aus dem elsässischen Bischweiler stammenden Georg Häußler gründete Schindling 1920 die Firma OSA-Apparate GmbH. OSA ist ein Akronym von Otto Schulze Autometer. Schulze war ein Straßburger Erfinder, der 1902 den Wirbelstromtachometer zum Patent angemeldet hatte. Die von Schindling und seinem Partner gegründete Firma hatte zunächst nur den Geschäftszweck, die von Schulze produzierten Tachometer zu verkaufen. Nach einem Jahr wurde der Unternehmensname in OTA – für Offenbacher Tachometerwerke – geändert und 1923 begann dann das Unternehmen selbst mit der Produktion von Tachometern. Durch den Zusammenschluss mit dem Berliner Tachometer-Hersteller DEUTA (für Deutsche Tachometer-Werke GmbH) wurde 1929 das Unternehmen VDO Tachometer AG gegründet. Das „V“ im Namen des neuen Unternehmens sollte ursprünglich für Andreas Veigel, einen Wettbewerber aus Cannstatt, stehen. Veigel ließ aber die geplante Dreifach-Fusion im letzten Augenblick platzen (später ging sein Unternehmen in Konkurs). Die beiden übrigen Fusionäre ließen aber das „V“ im Namen des neuen Unternehmens und nannten es Vereinigte Deuta-Ota – VDO. Im Frankfurter Stadtteil Bockenheim errichtete Adolf Schindling 1929 ein neues Werk. 300 Mitarbeiter hatte das Unternehmen damals. Die Automobilindustrie hatte Hochkonjunktur und das Unternehmen entwickelte sich zu einem der wichtigsten Zulieferer der Automobil-, Schiffs- und Flugzeugindustrie. Schindling erweiterte das Produktportfolio um eine Vielzahl verschiedener Messinstrumente für Kraftfahrzeuge, wie Drehzahl-, Ölstands-, Bremsdruck-, Kraftstoffmesser, Uhren, Betriebsstundenzähler, Fahrtenschreiber und vieles andere mehr. Schindling war als Gesellschafter einer der drei Vorstände des Unternehmens. Schon vor 1938 stieg Häußler aus dem Unternehmen aus. Seine Anteile wurden unter Schindling und der Deuta aufgeteilt, so dass jeder der nun verbliebenen Partner 50 % am Unternehmen besaß. Als 1942 die Deuta-Gruppe als Teilhaber der Firma ausstieg, übernahm Schindling vollständig das Unternehmen, an dem außer ihm nur noch seine Frau und seine Tochter beteiligt waren. Nach dem Zweiten Weltkrieg nannte er das Unternehmen in VDO Adolf Schindling GmbH um.
Im Jahr 1958 beschäftigte es 3000 Mitarbeiter.
Schindling war Pferdeliebhaber und hatte 1952 Haus Tanneck bei Köln gekauft und in Gestüt Asta (Adolf Schindling Tanneck) umbenannt. Seine Tochter Liselott, die nach seinem Tod zusammen mit ihrem Mann die Unternehmensleitung übernahm, war als Dressurreiterin international sehr erfolgreich, ebenso ihre Tochter Ann Kathrin.

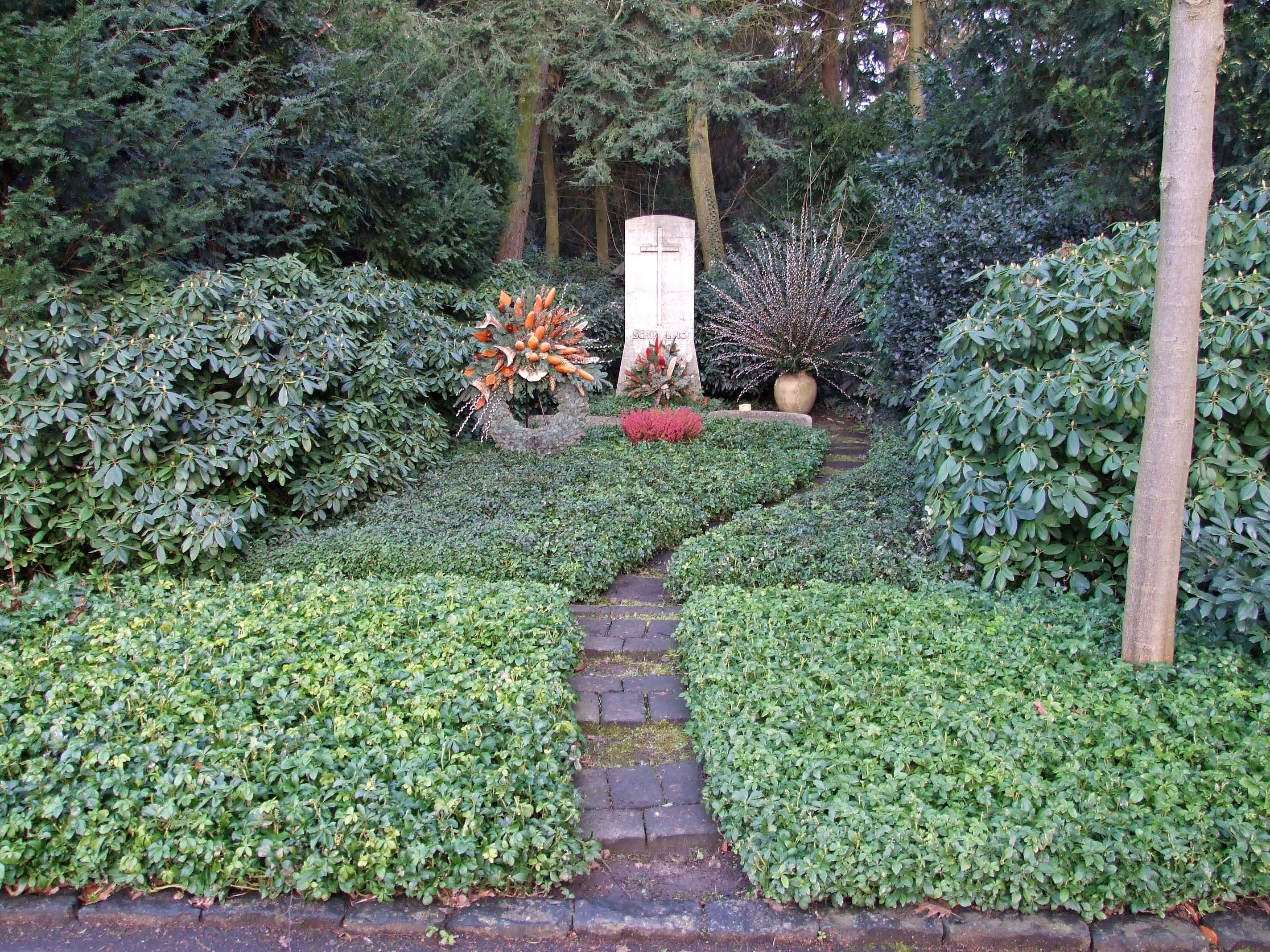
Familiengrab auf dem Frankfurter Hauptfriedhof

## Ehrungen
- 1955: Ehrensenator der TH Darmstadt
- 1955: Bundesverdienstkreuz
- 1957: Großes Bundesverdienstkreuz
- 1957: Ehrenplakette der Stadt Frankfurt am Main[3]